# Guillaume Peyraut

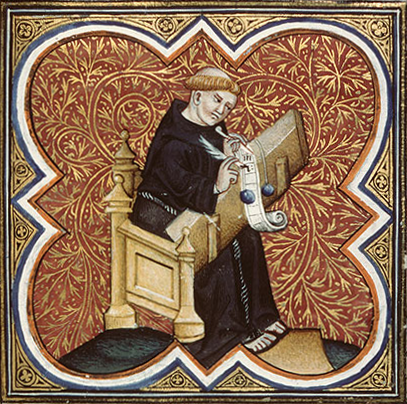
Guillaume Peyraut a escrever o seu tratado De Eruditione Principum. Miniature realizada um século depois da sua morte. Bibliothèque de Besançon, manuscrit 434, folio 1

Guillaume Peyraut, às vezes escrito Perrault , Peyraud ou Perrauld, e muitas vezes latinizado como Guillelmus Peraldus (Peyraud (Ardèche), c. 1200 — Lyon, 1271), é um frade dominicano francês do século XIII, conhecido pelas suas obras teológicas dentro espírito de Tomista.

## Obras

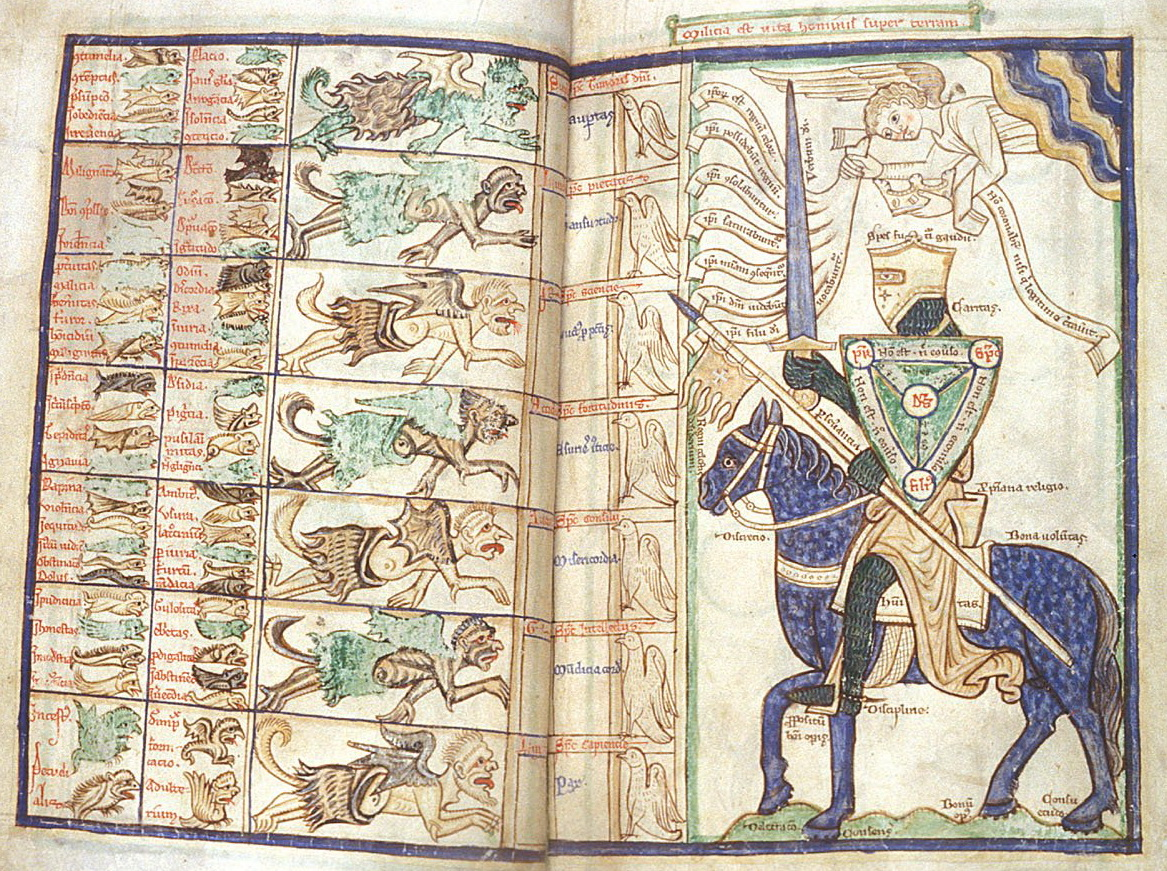
Uma das ilustrações do seu tratado sobre os vícios (Summa de Vitiis) e que mostra um cavaleiro medieval armado do Scutum Fidei, combatendo os Sete Pecados Capitais.

Sua principal obra é a Summa de Vitiis, ou Tratado sobre os Vícios, escrita por volta de 1236-39, que, combinada com uma Summa de Virtutibus ou Tratado sobre as Virtudes publicada por volta de 1249, ajudou a estabelecer sua reputação.
Contudo, conhecemos outros escritos, entre outros:
- De Professione Monachorum (Sobre a Profissão dos Monges), cerca de 1260;
- Liber Eruditionis Religiosorum, início da década de 1260, tratado sobre a vida monástica;
- De Eruditione Principum, por volta de 1265, tratado sobre a educação dos nobres, que toma emprestado em parte da enciclopédia do seu confrade Vincent de Beauvais;
- Sermons (Duas séries de Sermões), da segunda metade da década de 1250.